# 方济各会修道院 (捷克克鲁姆洛夫)
原方济各会修道院（Minoritský klášter）是捷克克鲁姆洛夫的一组历史建筑群。

## 历史
1490-1500年间，修道院改建为哥特式风格。在17-18世纪，修道院又改建为目前的巴洛克风格。
1782年，圣克莱尔修道院被皇帝约瑟夫二世下令关闭。方济各会修道院则是在1950年共产党政权的“K 计划”中被强行关闭。
2014年5月，该建筑群进行修复，2015年11月28日向公众开放，共计耗资3.27亿克朗。